# Борисов-Лендерман, Соломон Исаевич
Соломон Исаевич Борисов-Лендерман (1899—?) — сотрудник органов государственной безопасности, начальник районного отдела НКВД в городе Умань. Участник массовых расстрелов в годы большого террора. Один из шести основных обвиняемых по «Уманскому делу». Осуждён за нарушения социалистической законности, не реабилитирован.

## Биография
Родился в 1899 году в Киеве в семье портного-еврея. До революции учился несколько лет в школе затем работал портным по найму. С 1919 года служил в Красной Армии, участник боев. В 1928 году вступил в партию большевиков. С осени 1936 года был начальником районного отдела НКВД в Умани. В феврале 1938 года назначен начальником Ново-Тамбовского исправительно-трудового лагеря в Комсомольске-на- Амуре. Арестован в октябре 1939 года. Осуждён на восемь лет лагерей. Отбывал наказание в Котласском районе Архангельской области откуда в 1943 году направлен на фронт красноармейцем.

## Семья
В 1938 году в Умани проживал с женой и сыном- подростком.

### Звания
- Капитан госбезопасности (1936)[4].
- Красноармеец (1943)[6]